# Club de hockey junior de Montréal
Der Club de hockey junior de Montréal (englisch Montréal Junior Hockey Club, kurz Montréal Juniors) war ein kanadisches Eishockeyfranchise aus Verdun in der Provinz Québec. Das Team wurde 2005 als St. John’s Fog Devils gegründet und spielte in einer der drei höchsten kanadischen Junioreneishockeyligen, der Ligue de hockey junior majeur du Québec. Zur Saison 2008/09 zog das Team ins Arrondissement Verdun um und spielte drei Jahre dort. Im Sommer 2011 zog das Team nach Boisbriand weiter, wo es den Namen Armada de Blainville-Boisbriand annahm.
In Anlehnung an die Montreal Maroons, ein ehemaliges Franchise der National Hockey League, waren die Teamfarben Weiß und Weinrot.

## Geschichte

Alternativlogo des Club de hockey junior de Montréal

Das Franchise wurde im Jahr 2005 als St. John’s Fog Devils gegründet und spielte bis zum Ende der Saison 2007/08 in St. John’s in der Provinz Neufundland und Labrador. Nach zahlreichen Problemen und dem Verkauf des Teams an eine neue Investorengruppe erfolgte am 10. März 2008 die Bekanntgabe des Umzugs des Franchises nach Verdun.
Mit Beginn der Spielzeit 2008/09 nahm das in Club de hockey junior de Montréal umbenannte Team den Spielbetrieb im Verdun Auditorium auf. Als Trainer und General Manager in Personalunion fungierte Pascal Vincent. In Montréal verbrachte das Team eine sportlich erfolgreiche Zeit unter qualifizierte sich in jedem der drei Jahre für die Play-offs. Dort erreichten sie in den Jahren 2009 und 2011 aber maximal das Viertelfinale der besten acht Mannschaften.
Im Juni 2011 erfolgte schließlich der erneute Verkauf an eine Investorengruppe um den ehemaligen NHL-Spieler Joël Bouchard. Dieser siedelte das Team nach Boisbriand um. Dort spielt das Team unter dem Namen Armada de Blainville-Boisbriand.

## Saisonstatistik
Abkürzungen: GP = Spiele, W = Siege, L = Niederlagen, T = Unentschieden, OTL = Niederlagen nach Overtime SOL = Niederlagen nach Shootout, Pts = Punkte, GF = Erzielte Tore, GA = Gegentore, PIM = Strafminuten
| Saison  | GP  | W   | L  | OTL | SOL | Pts | GF  | GA  | Platz           | Playoffs                                                                                   |
| 2008/09 | 68  | 34  | 30 | 2   | 2   | 72  | 211 | 202 | 2., Telus Ouest | Sieg in der 1. Runde, 4:2 (Rouyn-Noranda) Niederlage im Viertelfinale, 0:4 (Drummondville) |
| 2009/10 | 68  | 31  | 30 | 2   | 5   | 69  | 215 | 215 | 2., Telus Ouest | Niederlage in der 1. Runde, 3:4 (Gatineau)                                                 |
| 2010/11 | 68  | 46  | 12 | 5   | 5   | 102 | 263 | 185 | 1., Telus Ouest | Sieg in der 1. Runde, 4:0 (Halifax) Niederlage im Viertelfinale, 2:4 (Lewiston)            |
| Gesamt  | 204 | 111 | 72 | 9   | 12  | 243 | 689 | 602 |                 | 3 Playoff-Teilnahmen 5 Serien: 2 Siege, 3 Niederlagen 27 Spiele: 13 Siege, 14 Niederlagen  |

## Bekannte Spieler
In den drei Jahren des Bestehens kamen 78 Spieler für die Juniors zum Einsatz.
| - Luke Adam - Jake Allen - T. J. Brennan - Angelo Esposito - János Hári | - Louis Leblanc - Cédric Paquette - Toni Ritter - David Štich |